# Casa de B. O. Cutter
La Casa BO Cutter se encuentra en el barrio Marcy-Holmes de Minneapolis, Minnesota, Estados Unidos. Fue construida en 1856 por el maestro carpintero BO Cutter, quien trabajaba en otros edificios de la Universidad de Minnesota . En aquel entonces, la construyó a las afueras del campus. La casa, de estilo gótico carpintero, presenta molduras talladas a mano en los aleros. En 1869, vendió la casa a John Gilfillan, quien fue educador, regente de la Universidad de Minnesota, banquero, abogado y representante estadounidense en el 49.º Congreso de los Estados Unidos.La casa fue remodelada en 1943, momento en el que se cubrió de estuco. El interior se remodeló en 1949 para albergar a la fraternidad Theta Delta Chi. Sufrió graves daños en un incendio en 1992, pero fue restaurada. Actualmente alberga la sección local de la fraternidad Sigma Phi Epsilon. La casa fue inscrita en el Registro Nacional de Lugares Históricos en 1976.